# Sheff G
Michael Kyle Williams (Flatbush, Brooklyn; 23 de septiembre de 1998), conocido  como Sheff G, es un rapero y compositor estadounidense. Saltó a la fama con su sencillo del 2017 «No Suburban», que fue una respuesta a la canción «Suburban» de 22Gz. Williams es ampliamente conocido como una de las figuras del movimiento drill de Brooklyn.
El 16 de mayo de 2023, Williams fue acusado formalmente junto con otros 31 presuntos pandilleros responsables de varios tiroteos y al menos un asesinato en un lapso de dos años.

## Primeros años
Michael Kyle Williams nació el 23 de septiembre de 1998 en Brooklyn, Nueva York, de madre trinitaria y padre haitiano. Se crio en el barrio de Flatbush, Brooklyn. Fue influenciado e inspirado para rapear escuchando a The Notorious BIG y a raperos de Chicago como Lil Bibby y Chief Keef.

## Problemas legales
En la escuela secundaria, Williams fue arrestado y quedó en libertad condicional después de disparar en la Kings Plaza de Brooklyn. Una semana antes de cumplir 16 años, en 2014, fue arrestado por primera vez y fichado por pelear.
El 19 de noviembre de 2015, Williams fue encarcelado por un año y cuatro meses de cárcel por un delito grave de armas de fuego y robo. Williams también declaró que la última vez que estuvo encarcelado fue entre octubre de 2017 y enero de 2018, un breve período que, según explica, fue la razón de su pausa en la música.
El 15 de julio de 2021, Williams fue arrestado en la ciudad de Nueva York, por posesión de armas en segundo grado. Su fianza fue remitida bajo fianza, lo que significa que permaneció tras las rejas hasta su audiencia judicial el 18 de agosto de 2021. Se declaró culpable el 20 de octubre de 2021 y fue sentenciado a dos años de prisión. Cumplió su condena en el Centro Correccional de Bare Hill y estaba programado para ser liberado el 15 de junio de 2023.
El 16 de mayo de 2023, mientras cumplía su condena por posesión de armas, Williams fue acusado junto con otros 31 presuntos miembros de pandillas, incluido Sleepy Hallow, de una multitud de cargos de conspiración de pandillas. Completó su sentencia por el cargo de armas y luego fue detenido sin derecho a fianza por los cargos de conspiración y fue trasladado a Isla Rikers. Luego, el juez fijó una fianza de 10 millones de dólares y una fianza en efectivo de 1,5 millones de dólares para Williams el 19 de abril de 2024. Lo pagó el mismo día y fue puesto en libertad de inmediato.